# Parasteatoda tepidariorum
La araña de patas largas de casa común o araña común de  (Parasteatoda tepidariorum), también referida internacionalmente como araña casera americana es una araña de la familia de los terídidos. Es una especie cosmopolita que se distribuye en gran parte del mundo; a pesar de ello, no resulta peligrosa para las personas. Cuando muerden en defensa propia, los síntomas pueden incluir hinchazón y picazón alrededor de la zona. No se requiere atención médica, pero se recomienda reposo. Se las pueden localizar en graneros, en las esquinas del techo y en las paredes de las casas; en las rocas, puentes y en estructuras similares. Causan gran molestia a las personas ya que debido a que cambian rápidamente de telaraña, dejan sus "casas" por todo el hogar.

## Descripción
Las hembras tienen una longitud de 5 a 6 milímetros y los machos de 3,8 a 4,7 milímetros. El caparazón es de color marrón amarillento y el abdomen de color blanco sucio, algunos individuos presentan manchas negras triangulares en la parte superior del abdomen.

## Comportamiento
Estas arañas se las pueden encontrar en cualquier época del año, el macho y la hembras pueden vivir juntas en la misma telaraña. El saco de huevos es de forma ovoide y de color marrón, que contienen entre 140 a 380 huevos. 

## Alimentación
Su alimentación consiste en insectos domésticos y otros invertebrados que caen en sus redes, los cuales son rápidamente paralizados. Estas víctimas caseras suelen ser moscas, mosquitos, hormigas y avispas, saltamontes, mariposas, cucarachas o arañas dependiendo de su tamaño. Las hembras más grandes también pueden atraer a crías de eslizones dentro de su telaraña dejando una mosca como carnada. 

## Depredadores
Tres especies de arañas generalmente son sus depredadoras. Las arañas del género Mimetus, así como dos especies de arañas saltarinas; Phidippus variegatus y Metacyrba undata. Esta última también se cae a menudo presa de su propia comida cuando queda atrapada en la telaraña tras errar en el salto en su objetivo. El redúvido de la especie Stenolemus lanipes aparentemente se alimenta exclusivamente de estas arañas, pero también pueden convertirse en presa de una araña adulta.